# Regiment d'Infanteria Mecanitzada Saboya núm. 6
El Regiment d'Infanteria Saboya núm. 6 és una unitat de infanteria de l'Exèrcit de Terra Espanyol que està enquadrat en la Brigada Extremadura XI. Des de 1991 es troba allotjat en la Base General Menacho Arxivat 2023-11-17 a Wayback Machine. i de guarnició a Badajoz.
Va ser creat en 1537 com a Terç de Savoia per disposició de l'emperador Carles I d'Espanya, sobre la base de tropes veteranes procedents del Terç Vell de Llombardia i destinat a col·laborar en la defensa del ducat del mateix nom, recentment envaït per les tropes del rei Francesc I de França. En 1707, per Reial Ordenança de Sa Majestat Felip V, primer rei de la Casa de Borbó a Espanya, va canviar la seva denominació de Terç de Savoia a Regiment de Savoia núm. 3. Amb el seu nou nom va participar en la Guerra de Successió amb dos batallons.

## Sobrenom
El seu sobrenom és «El Terror dels Francesos», el qual té el seu origen en 1639, després del seu excepcional comportament en el setge, assalt i presa de Frísia, considerant-se la seva assistència al combat gairebé com una garantia de triomf en els seus cinc-cents anys d'existència.

## Escut d'armes
En camp de gules, creu de plata. Al timbre corona real. El tot envoltat del Toisó d'Or. Les seves armes són les del ducat de Savoia, d'on va prendre el seu nom.

## Patrona
Té com a patrona a la Verge del Rosari, sota la protecció del qual anirà obtenint els més destacats triomfs.

## Honors
Un dels privilegis del Regiment és el concedit pel Virrei de la Nova Espanya, Félix María Calleja, i consisteix a portar en les seves formacions una de les sis banderes agafades a l'enemic en l'acció de Hayotlán i el d'haver estat declarat Benemèrit de la Pàtria per les seves accions en la batalla de Tetuan el 4 de febrer de 1860.
El regiment «Savoia» també ostenta la Corbata de Sant Ferran i les Medalles Militars Col·lectives concedides als seus batallons.

## Coronels honorífics del regiment Savoia
- El 16 de gener de 1911 va ser nomenat coronel honorífic del regiment «Savoia» el rei Víctor Manuel III d'Itàlia, per disposició del Ministre de Guerra Ángel Aznar y Butigieg.

## Denominació

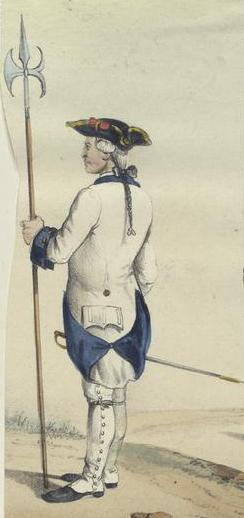
Sergent del Regiment Saboya el 1761.

La seva denominacions a través del temps, han estat:
- 1537 • Terç de Saboya
- 1704 • Regiment de Saboya
- 1823 • Regiment d'Infanteria Saboya n.º 5 (nueva creación)
- 1833 • Regiment d'Infanteria Saboya n.º 6
- 1931 • Regiment d'Infanteria n.º 6
- 1935 • Regiment d'Infanteria León n.º 6
- 1936 • Regiment d'Infanteria León n.º 2
- 1939 • Regiment d'Infanteria n.º 42
- 1943 • Regiment d'Infanteria Motoritzat n.º 42
- 1944 • Regiment d'Infanteria Motoritzat Saboya n.º 6
- 1965 • Regiment d'Infanteria Motoritzable Saboya n.º 6
- 1986 • Regiment d'Infanteria Mecanitzada Saboya n.º 6
- 2016 • Regiment d'Infanteria Saboya n.º 6.

## Organització actual
En l'actualitat, el regiment compta amb la següent estructura:
- Plana Major de Comandament.
- El Batalló d’Infanteria Mecanitzada Cantabria I/6.
- El Batalló d’Infanteria Protegida Las Navas II/6.

Els batallons es componen de tres companyies mecanitzades cadascun.

## Història

### Segle XVI

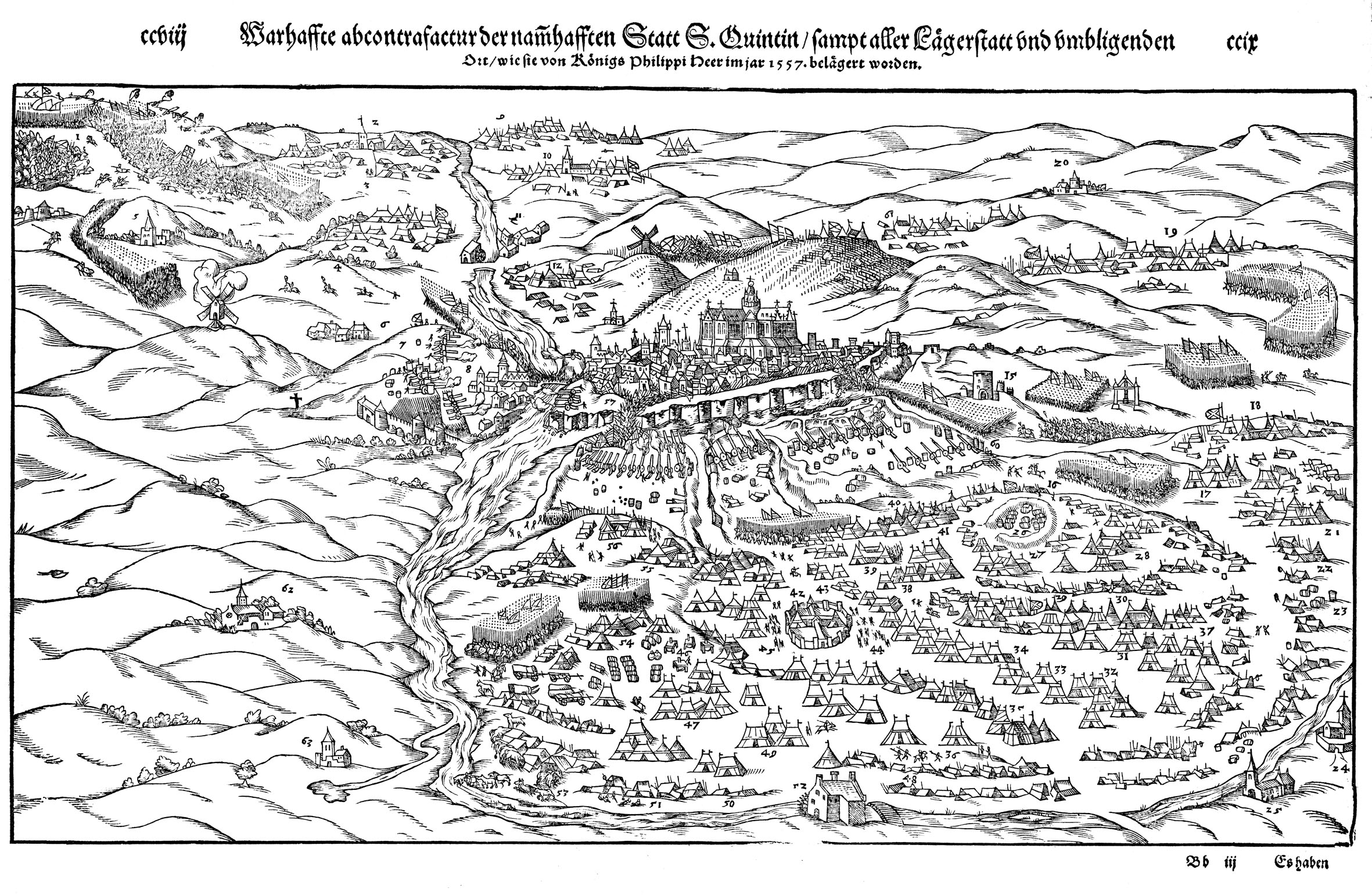
Vista de la presa de Sant Quintí, en la qual el Terç de Savoia va tenir un destacat paper en 1557. Gravat en fusta publicat en la Cosmografia de Sebastian Münster (edició de 1598).

En la seva primera gran campanya, en 1554, i a les ordres del mestre de camp Álvaro de Sande, lluita al Piemont, envaeix la Xampanya i arriba a 18 llegües de París. Combat a Flandes i es distingeix en batalles decisives com les de Neuburg i Norfinga, on captura dues banderes enemigues, en el gran i important setge de Metz.
En 1557 el Terç de Savoia sota el comandament del mestre de camp Alonso de Navarrete té un paper destacat en la memorable victòria de Sant Quintí, en el record de la qual va ser construït el Monestir d'El Escorial. En 1559 com a resultat del prestigi aconseguit pel Terç de Savoia, el rei Felip II, després de la pau de Cateau-Cambrésis el designa perquè l'escorti en el seu retorn a Espanya.
Després és dissolt per gairebé trenta anys i el Terç de Savoia es constitueix una altra vegada en 1591, quan torna a Itàlia i combat de nou en el ducat de Savoia, el Piemont i Llombardia, onejant les seves banderes victorioses a Antíbol, Niça, Briguerac. Finalment, en els últims anys del segle, el Terç de Savoia assisteix a totes les operacions que es desenvolupen al Nord d'Itàlia sota el comandament del Governador de la Llombardia Juan de Velasco, contribuint de manera decisiva a la victòria obtinguda per les armes d'Espanya sobre les forces del Rei de França i que porten una llarga pau a aquesta regió.

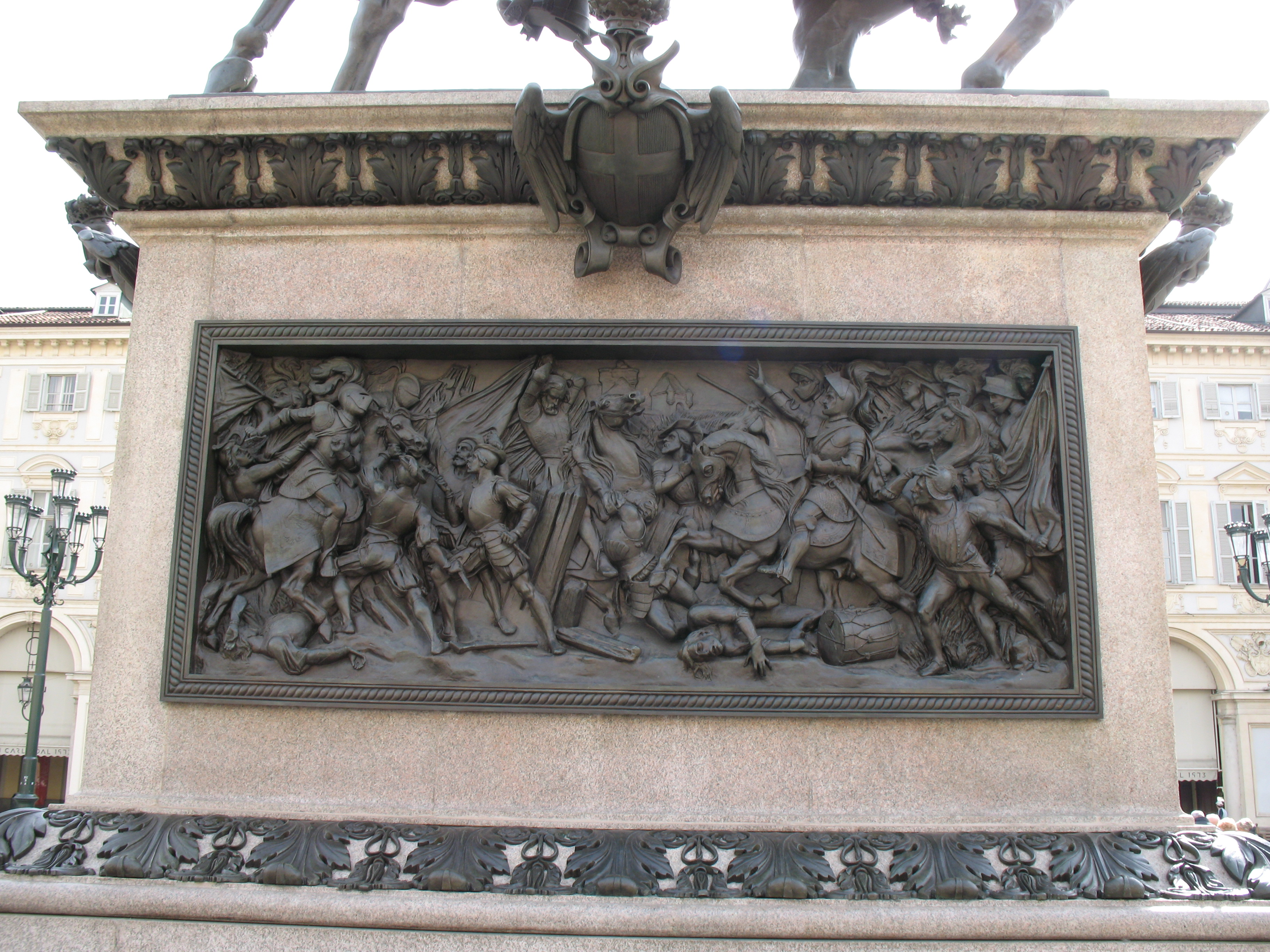
Monument a Manuel Filibert, duc de Savoia. Plaza de Sant Carles, Torí. El basament va ser realitzat en homenatge a la victòria de Sant Quintí, on va participar el Terç i el duc va ser un dels comandants de l'exèrcit espanyol.

### Segle XVII
Entre 1610 i 1614 roman embarcat, gairebé constantment, vigilant les costes del Mediterrani de l'amenaça dels pirates barbarescos. En 1610 constava de 9 companyies i 800 homes, que en 1612 van augmentar fins a 2.000 homes.

#### Guerres a Itàlia
Intervé en nombroses batalles entre 1614 i 1701: Bastagno, Riu Versa, Bercelli, S. Germán, Lucedio, Cassal de Monferrato, Fiasquerol, Ticino, Torí, Puente Saluces, Asti, Conti, Villafranca, Tortona, Riu Tanaro, la Verrua, Alessandria de Palla, Marignano. A l'emboscada de Crevecoeur en 1617 el terç de Savoia sofreix 800 baixes incloent al seu cap el Maestre de Camp Sancho de Lima.
En 1636 resulta memorable la seva participació a la batalla de Tornavento, a la vora del riu Tesino, on evita de manera decisiva la presa de tot el Nord d'Itàlia per les tropes del Rei Lluís XIII de França.
Després del setge, assalt i presa de Frísia en 1639, guanya el dret d'utilitzar el lema El terror dels francesos. En 1641 a Bastagno, el Terç de Savoia avança impàvid i suporta el foc de les bateries franceses per a sostenir les ales de la cavalleria espanyola; una màniga de arcabuceros, que manava el Capità Miguel de Taraval, es va tendir en un dels llocs més atacats per les envestides de l'enemic; va sofrir quantioses baixes però es va mantenir immòbil fins que els francesos es van retirar.
En 1651 participa en el lloc i presa de Trino, fent presonera a la seva guarnició, el mateix a Crescentino. En 1652 conquesta la plaça de Cassale, sobre els murs de la qual va onejar l'antic pendó de Castella. Posteriorment intervé en les batalles de Mora i Rivarolo, el combat del Turó i en la batalla de Fontana-Santa.
En 1691 comença novament la guerra en el Milanesat: batalles de Coní, on captura tres banderes a l'enemic; lloc de Carmanyoles, rendició de Saluces, invasió del Delfinat i combats de Embrun, Gap, Pifierol, Marsella, assegurant de nou l'Estat de Milà per a Espanya.

#### Guerres de Flandes
En 1690 el Duc de Savoia al comandament de l'exèrcit participa en la batalla de Stafarda. Embolicades pels flancs i la rereguarda, les tropes del Terç de Savoia es defensen intrèpidament contra forces molt superiors.

### Segle XVIII

#### Guerres de Successió

##### Campanya d'Itàlia (1701-1707)
Durant la Guerra de Successió al tron de la monarquia espanyola, en 1701 resisteix un setge de cinc mesos a Màntua, en 1702 es distingeix an la batalla de Luzzara, en 1703 participa en el Combat de Stradella, en què, volades totes les seves fortificacions per les mines i esgotats els recursos de defensa, es veu obligat a capitular i cau presoner tot el Cos, però tres mesos després és canviat, i en 1704 es veu coronada amb la conquesta de Vercelli i Ivica, en 1705 al setge de Verrue, romanent allí fins que s'ordena evacuar el Milanesat en 1707.

##### Campanya d'Espanya (1707-1715)

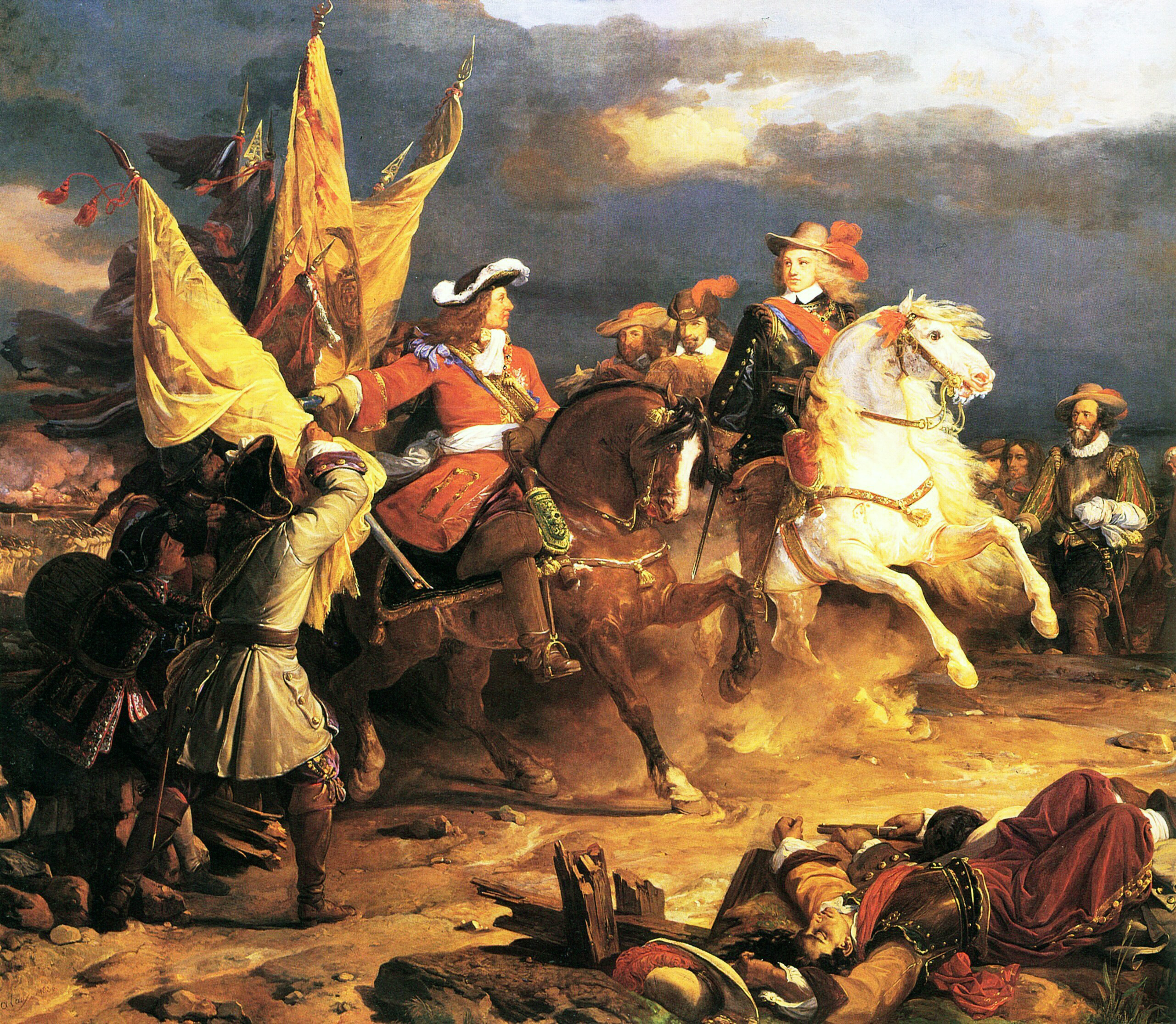
El duc de Vendôme lliurant a Felip V els estendards capturats a l'exèrcit aliat després de la batalla de Villaviciosa. Oli de Jean Alaux. Museu de Versalles.

Torna a Espanya participant en nombrosos combats, i especialment en 1708 en la presa dels Castells de Dénia i Alacant. En 1710 intervé en l'assalt de Brihuega i la batalla de Villaviciosa, i el 1710 a la presa de Barcelona, distingint-se en l'atac a la Porta Nova, defensada per un regiment anglès.

#### Guerres d'Itàlia
A la Campanya de Sicília, en 1718, el Regiment Savoia defensa el Castell de Mola del setge d'un exèrcit austríac de 4.000 granaders al comandament del general Boktemtum. Malgrat la seva superioritat, no aconsegueixen trencar l'heroica resistència dels espanyols i els ofereixen avantatjoses condicions de rendició amb l'amenaça que, si són rebutjades, emprendran una guerra sense quarter. El tinent coronel Diego Pastor, cap del Batalló Ier del Savoia, les rebutja amb laconisme castrense. Els austríacs continuen atacant infructuosament, i l'enemic ofereix millors condicions però el Cap savoià respon: «És ociós fer-me proposicions que mai acceptaré, així que continuï el combat». L'exèrcit austríac va haver d'aixecar el cèrcol deixant abandonada la seva artilleria i nombrosos pertrets, els quals van constituir els trofeus més valuosos del Savoia. Participa de les batalles de Messina, Melazo, Francavilla i Palerm.

#### Defensa de Ceuta
Entre 1724 i 1726 es cobreix de glòria en la defensa de Ceuta.

#### Setge de Gibraltar
En 1727 participa en el setge de Gibraltar, marxa al Campo de San Roque, on va sofrir pèrdues considerables.

#### Campanya d'Orà
En 1733 intervé en auxili d’Orà, on desallotja als marroquins del barranc de Tenegraz, des d'on hostilitzaven constantment la plaça.

#### Guerra d'Itàlia
Entre 1744 i 1748 intervé a Itàlia en la presa del castell d’Apremont, Sospello, Oneglia. En les posicions de les Barricades, el regiment forma part de la columna del Marquès de Castelar, que mitjançant un moviment semicircular a través de Saint-Etienne, Isola i Coll de Monzois, desemboca en el flanc de l'enemic, mentre els granaders realitzaven el seu atac, sent la maniobra decisiva i perdent els piemontesos les barricades. Participa en l'assalt a l'arsenal de Tour-du-pont, Villafranca de Nissa, lloc i rendició de Demont, en la batalla de Madonna d'Olmo, on van ser derrotats els sards que acudien en auxili de l'assetjada plaça de Coni (Cuneo).
En 1745, s'acredita una vegada més el seu valor en la batalla de Basignara contra els sards. Sofreix rudes cops en les ribes de Tedone i el 16 de juny en la batalla de Plasència.
En 1746 intervé en el combat d’Oleggio. Després el regiment torna a Espanya, desembarcant a Barcelona.

#### Guerra amb Portugal
Entre 1762 i 1767 intervé en l'atac de Les Tallades i en l'obstinada pugna de Escalós derrotant als anglo-lusitans.

#### Guerra a Amèrica
En 1768 l'II Batalló del Regiment es trasllada al Virregnat de Nova Espanya (Veracruz) participant en la defensa contra les agressions britàniques i holandeses en la zona. En 1770 el Ir Batalló és destinat al Virregnat de Nova Granada (Cartagena de Indias), per a sufocar la rebel·lió generalitzada dels feroços indis guajiros; tornant tots dos triomfalment a Cadis en 1774.
En 1776 el rei Carles III, en resposta a l'avanç portuguès i estant el Regne de Gran Bretanya ocupat en la Guerra d'Independència dels Estats Units, va ordenar l'enviament d'una expedició organitzada per Pedro de Cevallos al Riu de la Plata composta per un exèrcit de 9.000 homes i una poderosa flota, formant part i intervenint-hi el II Batalló del Regiment Savoia al comandament de Antonio de Olaguer y Feliú, constituït per 720 soldats. El Savoia va tenir l'honor d'iniciar el desembarcament seguit per la resta dels batallons, apoderant-se de la Illa de Santa Catalina i després de Colònia de Sacramento, en poder dels portuguesos, en 1777.
En 1780 marxa al Perú per a sufocar la rebel·lió de 22 províncies rebels, capturant a l'inca rebel Túpac Amaru. Va ser tal el prestigi i la disciplina militar aconseguit pel II Batalló del Regiment Savoia al Virregnat del Río de la Plata, que tant les autoritats com els veïns del nord de l'esmentat virregnat van sol·licitar que no fossin traslladats els del Savoia.

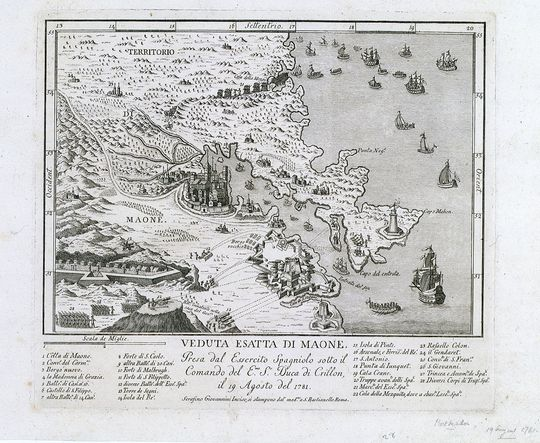
Vista exacta de Maó, presa per l'exèrcit espanyol sota el comandament del duc de Crillon. El Regiment Savoia va participar en el setge i captura de Maó i del castell de Sant Felip. Gravat de Serafino Giovannini. Museu Marítim Nacional, Greenwich, Londres.

#### Expedició d'Alger
En 1775 es va embarcar en l'esquadra destinada a la conquesta d'Alger, i a conseqüència de la batalla va minvar les seves forces físiques i és destinat a Cadis.

#### Guerra contra Anglaterra
En 1779 el Ir Batalló participa en el bloqueig de Gibraltar, i en 1781 acudeix a la reconquesta Menorca (en poder dels anglesos des de 1714) actuant en les operacions contra la plaça de Maó i el setge al castell de Sant Felip, clau militar de l'illa, fins a la rendició del governador Murray i totes les tropes angleses, on es distingeix especialment el llavors Capità Castaños al comandament de la Companyia de Granaders del Regiment. Després va ser destinat al costat del II Batalló en 1782 a prendre part en el tercer i últim setge espanyol a Gibraltar.

#### Defensa d'Orà i Ceuta
En 1791 i 1792 el Ir Batalló surt en auxili d'Orà i Ceuta, assetjades pels moros.

#### Guerra del Rosselló
En 1792, participa en la Campanya del Rosselló contra la França revolucionària en l'acció de Canoes, en la defensa de Vinzac, en què el capità Manuel Artaza i el tinent Juan Ortega amb 50 soldats resisteixen heroicament davant forces superiors fins a l'arribada de reforços i prenen l'ofensiva obligant l'enemic a retirar-se. També intervé en l'atac de Prades i en la conquesta de Villafranca, Muset i Montalvà, en l'acció de Montferrall. En Olleta s'apodera de l'artilleria francesa i participa a més en els combats de Trouillas, Montesquieu, Banyuls, Espollà, Roc-Fullós, Villalonga, Portvendres i Sant Elm, entre d'altres.

### Segle XIX

#### Guerra amb Portugal
En 1801, durant la guerra de les Taronges, el regiment marxa a unir-se a la 4a Divisió prop de Badajoz. Dos batallons passen la frontera i practiquen un reconeixement sobre la platja de Yelbes i arriben davant els murs de Campo Mayor. Posteriorment intervenen en l'ocupació d’Onghela.

#### Guerra del Francès

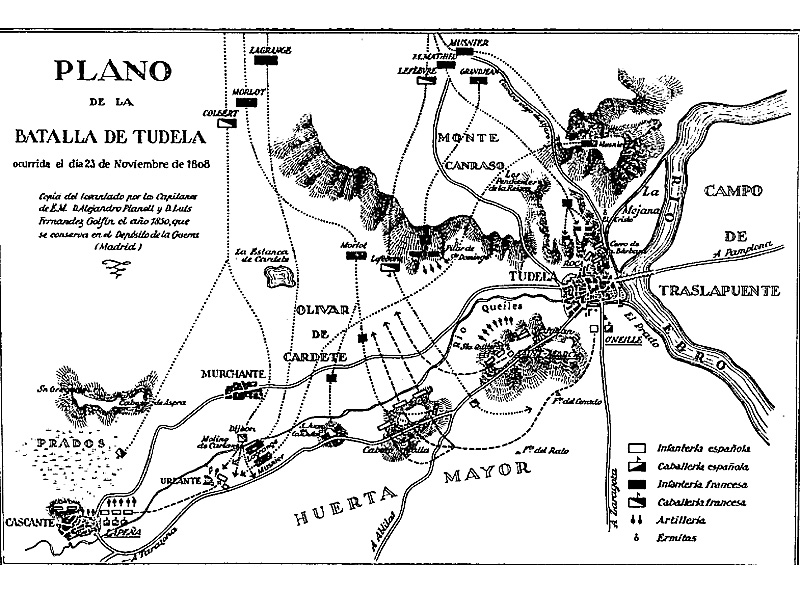
Plànol de la batalla de Tudela, on va combatre el Ir Regiment de Savoia. Museu de Guerra de Madrid.

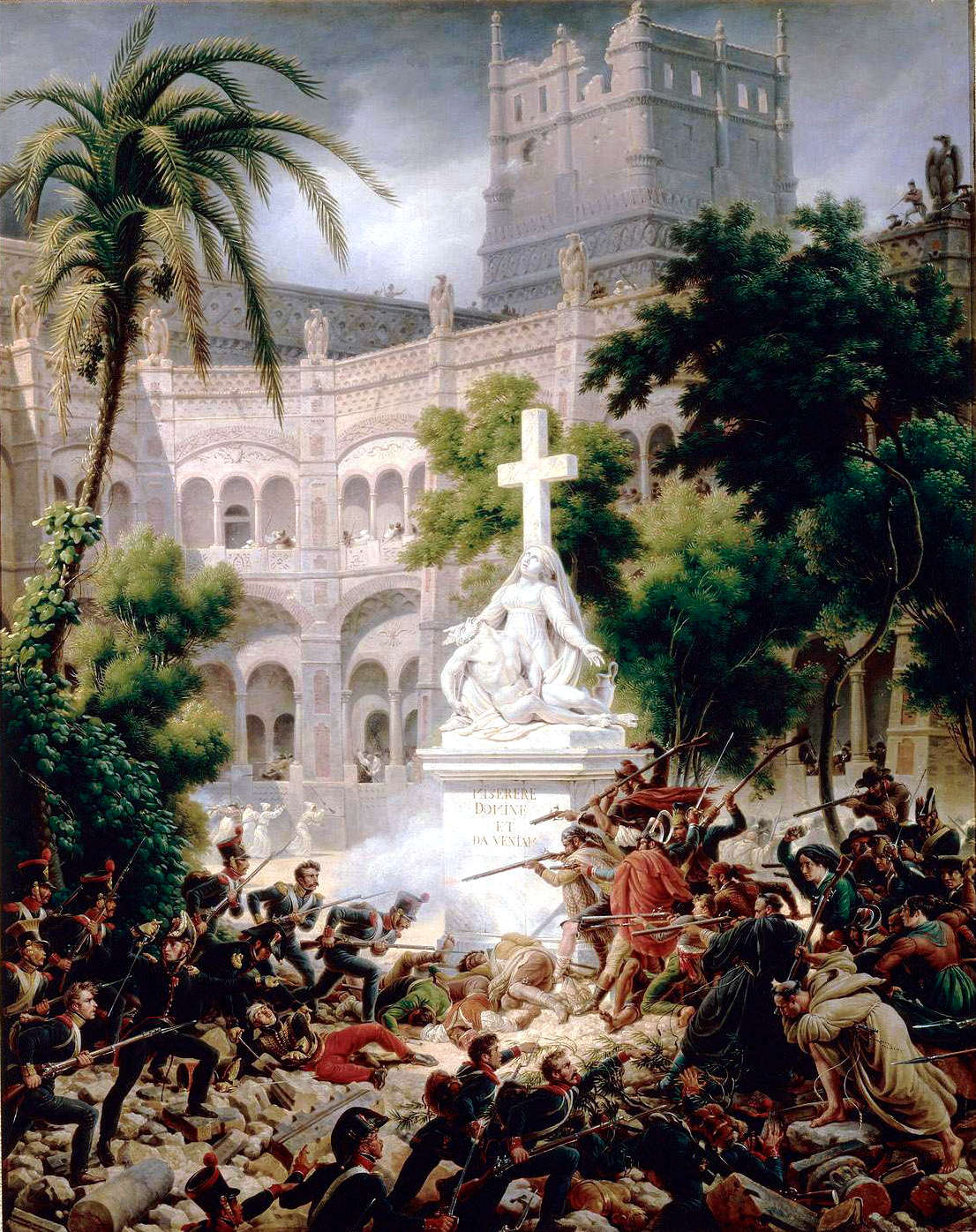
El setge de Saragossa, per Louis-François Baron Lejeune.

El Regiment Savoia desenvolupa la seva heroica participació principalment a l'est peninsular, el 1808 a la batalla de Tudela i al setge de Saragossa. El 1809, intervé a les batalles d'Alcanyís, María i Belchite.
La participació del regiment quedarà immortalitzada en la defensa i socors durant el setge de Girona. El regiment Savoia va realitzar diversos combois amb vitals subministraments a través de les línies enemigues, però a causa de la disminució dels defensors de la ciutat, el 26 de juny de 1809 se li va ordenar entrar a Girona per a ajudar a la defensa, havent de penetrar per les línies franceses en un atac a baioneta calada.
En 1810, actua en la defensa de Morella, Albocàsser i Sagunt. En 1811, se succeeixen els combats d'Amposta, Torre del Rei i Orpesa. En 1811, a les accions de Valls, en què bat i destrossa a l'enemic obligant-lo a tancar-se a la ciutat.
Esment especial requereix la seva participació en la defensa de València, on rebutja l'atac enemic al raval de Quart, i el combat de Molins del Riu, en el qual s'apodera de l'artilleria francesa. També va destacar en la defensa de Tarragona batent-se en la muralla i al peu de la bretxa, on és aniquilat. Durant 1812, algunes unitats soltes es reagrupen i participen activament en la defensa de Cadis.

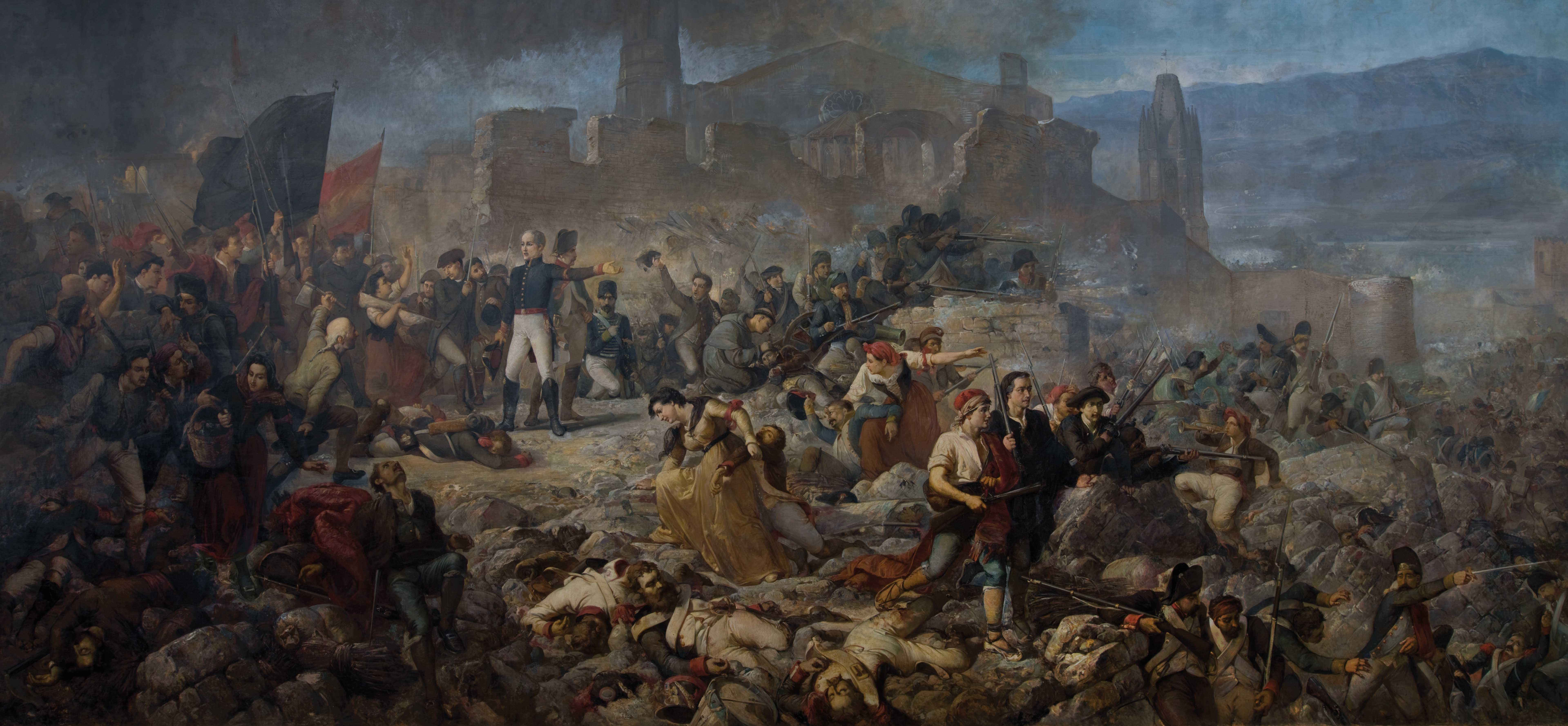
El gran dia de Girona per Ramón Martí Alsina. El regiment Savoia en un intrèpid atac va penetrar en les línies franceses a baioneta calada per a reforçar a l'assetjada Girona.

#### Guerra de la Nova Espanya
En 1813, el regiment Savoia, sota les ordres del tinent coronel Melchor Ávarez, va partir de Cadis rumb a la Nova Espanya, arribant el 15 d'abril a Veracruz. Entre 1813 i 1822, va combatre durant la guerra de la Independència de Mèxic. El 29 de març de 1814, el coronel Melchor Álvarez, al comandament de 2000 soldats, entre els quals es trobava el batalló del Savoia, captura la ciutat d’Oaxaca als independentistes, sent rebut amb alegria per les autoritats, el capítol i el poble d'Oaxaca.
El 29 de maig de 1814 va participar en l'acció de Hayotlan, on assaltant amb valentia les fortificacions enemigues es va apoderar de 6 banderes, 23 peces d'artilleria i gran quantitat de material de guerra, sent recompensat pel Virrei de la Nova Espanya amb el dret de portar enmig de les seves files una de les banderes agafades a l'enemic, com a símbol i testimoniatge de tan gloriós esdeveniment. Aquest mateix any recupera a la província d'Oaxaca el pendó que Hernán Cortés va portar a la conquesta en 1518, enviant-lo a la Península, on actualment es conserva a l'alcàsser de Toledo.
En 1818 intervé en els combats de la Cuesta de la Sangre, Paso de San Juan i la Barranca del Moral. En aquest any el regiment canvia de nom a "La Reina". El 1819 participa en els combats de Rincón de las Casas, Comarrona, Cantarranas, Paso de Savila i Sonora. El resultat va ser la pacificació del país i la fugida dels cabdills rebels Hilarión, Brigido i Moleunda. En 1821 intervé en l'atac de Còrdova, però després d'haver afeblit els seus esforços en dos assalts, el 16 de març van haver de renunciar, tornant a Orizaba.

#### Primera Guerra Carlista

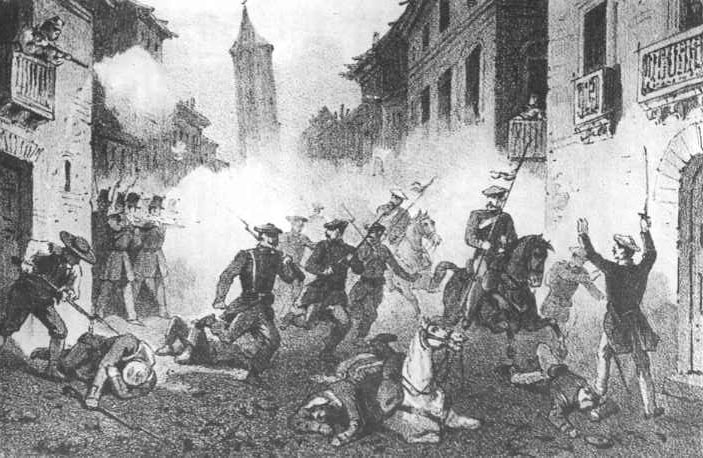
El regiment Savoia va participar en la Primera Guerra Carlista en nombroses batalles des de 1833 fins a 1837.

En 1833 durant la Primera Guerra Carlista intervé en la presa de Morella, on el III Batalló va obtenir una superioritat decisiva. En 1834 presa parteix en el combat d’Ulldecona, on els carlistes resulten derrotats. En 1835 intervé en les accions de Torà, Laguardía, Mora d'Ebre. Al setembre d'aquest any, combat en el setge de Guimerá, on va tenir una actuació distingida.
En 1836 bat a l'enemic sobre Rocafort i Blancafort, derrotant la partida carlista de Ferrer el 15 d'abril. En 1837 participa en l'acció de Riudecolls, el setge de Mora d'Ebre, el combat d'Armes de Rei, el setge a Prades, el socors a la Vila d'Amposta i l'atac de Sant Quintí, on van quedar abatuts els carlins. El regiment Savoia estarà ocupat en moltes altres accions durant gairebé divuit anys fins a 1850 al llarg de Catalunya i el Llevant.

#### Esdeveniments polítics
Entre 1842 i 1848 participa en els combats als carrers de Barcelona i en la defensa de la ciutadella i castell de Montjuïc. El 1844 va assistir al setge i rendició d’Alacant, sotmetent la plaça el 6 de març, i de Cartagena el 15. En 1848 pren part a les accions dels Alfacs, Prats d'Amposta el 15 i 24 d'agost. Després en Benifassar, ermita de Santa Bàrbara d’Horta, el 2 i el 18 de setembre, i Nonasp i Saleria l'11 d'octubre d'aquest any.

#### Defensa de Melilla
El Regiment guarneix Melilla i les Chafarinas, deixa primer a les illes cent homes del Batalló Ir i marxen a Melilla els 300 restants del Regiment, la major part de l'II Batalló, que en arribar a la plaça sofreixen un fort atac de canons.

#### Guerra d'Àfrica

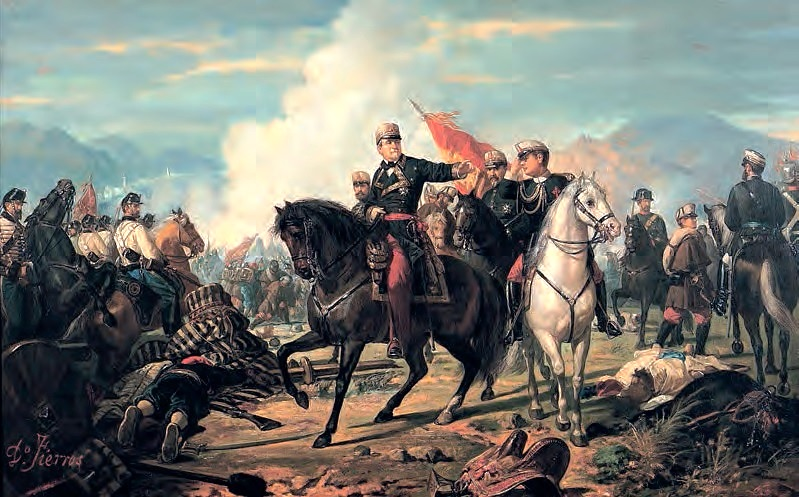
Quadre de la batalla de Tetuan, de la qual va participar el Regiment de Savoia, per Dionisio Fierros.

Entre 1859 i 1860, durant la Guerra d'Àfrica o Primera Guerra del Marroc es destaca en les batalles dels reductes del Serrallo, on a baioneta calada desallotja als marroquins del bosc pròxim al reducte Isabel II, distingint-se el corneta Domingo Montaña, qui, veient que l'ajudant del brigadier Angulo havia caigut presoner, ferit i indefens, es llança en el seu socors, arremet contra l’enemic, matant a un, fereix a un altre i fa fugir a un tercer, salvant així a l'oficial d'una mort certa. Va ser recompensat en el mateix camp de batalla pel General en Cap, qui li va atorgar la prestigiosa Creu Llorejada de Sant Ferran.
En 1860 durant la batalla dels Castillejos, un batalló del Savoia relleva als batallons del general Joan Prim i Prats i en successives càrregues de baioneta rebutja les escomeses de l'enemic. Aquest mateix any participa en la batalla de Tetuan, on el capità José Bernard, amb la seva Companyia assalta el campament moro penetrant per una tronera malgrat ser escombrada per metralla. Per aquesta acció els oficials i soldats van ser distingits amb el títol de «Benemèrits de la Pàtria» i felicitats pel general Prim.

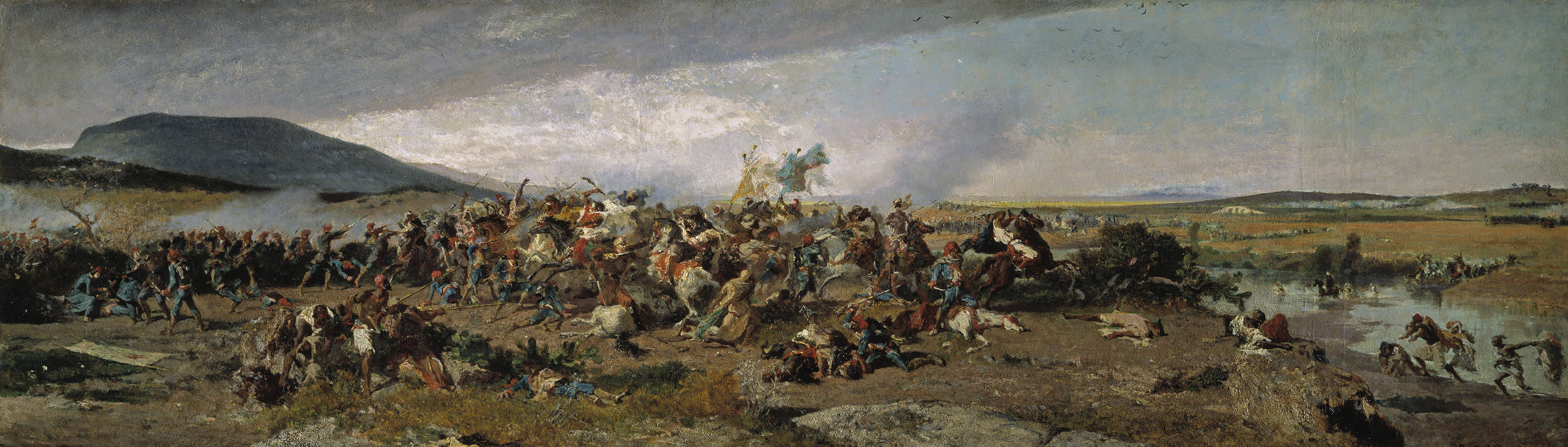
Cuadre de la batalla de Wad-Ras per Marià Fortuny. El regiment Savoia va combatre en aquesta batalla, apoderant-se de les trinxeres marroquines.

També els del Savoia es distingeixen a la batalla de Wad Ras, apoderant-se de les trinxeres enemigues.

#### Tercera Guerra Carlista
Durant la Tercera Guerra Carlina participa entre 1872 i 1876 en les accions de Sant Pere de Torelló, Barca de les Selleres, Sant Pere Abanto. En 1873, reunit el Regiment, intervé en el combat d'Aigua Negra, Clava i Sant Hilario Torre d'aresta. El 14 de juny de 1873 a les ordres del general Martínez Campos ataca a l'enemic a Alpens, obligant a Savalls a desallotjar aquest poble i a abandonar la posició avantatjosa que sostenia.
En 1874 passa a l'exèrcit del General Duc de la Torre i al seu comandament es distingeix en el combat de San Pedro Abanto i després d'un feroç combat ocupa el poble de Las Cortes. A l'abril d'aquest any també participa en els combats d'Alts de Cortes, on havent-se quedat aïllat, es defensa durant tres dies i després pren l'ofensiva enlaire de Galdames. El 18 de maig de 1874 assisteix al renyit combat d’Iturritxualde,i aconsegueix ocupar aquesta posició amb el seu coronel al capdavant, fent fugir a l'enemic.
L'1 de febrer de 1875 el II Batalló va al pas del riu Oria amb el Cos d'Exèrcit del General Loma i participa en els combats de Las Meagas i Indamendi, en els quals va merèixer els elogis del general.
El 23 de gener de 1876 intervé en la presa de Santa Águeda i altres trobades de menor importància, per a després efectuar perillosos reconeixements als afores de Bilbao.

#### Guerra de Cuba
Entre 1894 i 1895 participa el |r Batalló del Regiment Savoia en nombrosos combats com Vacunagua o San Luís del Pinar del Río, on va resultar elogiat pel General Luque. També intervé en els combats de Buenavista, Guacanagua, San Juan, Mantinez i Paso Real, on s'enfronta a un enemic molt superior en número. Després continua la campanya amb les accions de Majuarí, San Cristóbal i Cantabria a les ordres del general Echagüe.
En 1897 surt el Batalló cap a l'Havana, Regla i Sant Pere de Mayabón i participa dels combats de Pica Pica, Sardiñas, Perico Torres, San José de los Ramjs, Santa Rita de Barón, Guaximal, Ingenio Reserva i Burjito. En 1898 intervé en les accions de Santa Oliva, Novillo, Loma de Pendera, Mastell, Tierras Negras i Potrero de Jaruco.
Acabada la campanya és repatriat el batalló i desembarca a Santander el 27 de gener de 1899.

### Segle XX

#### Campanya d'Àfrica

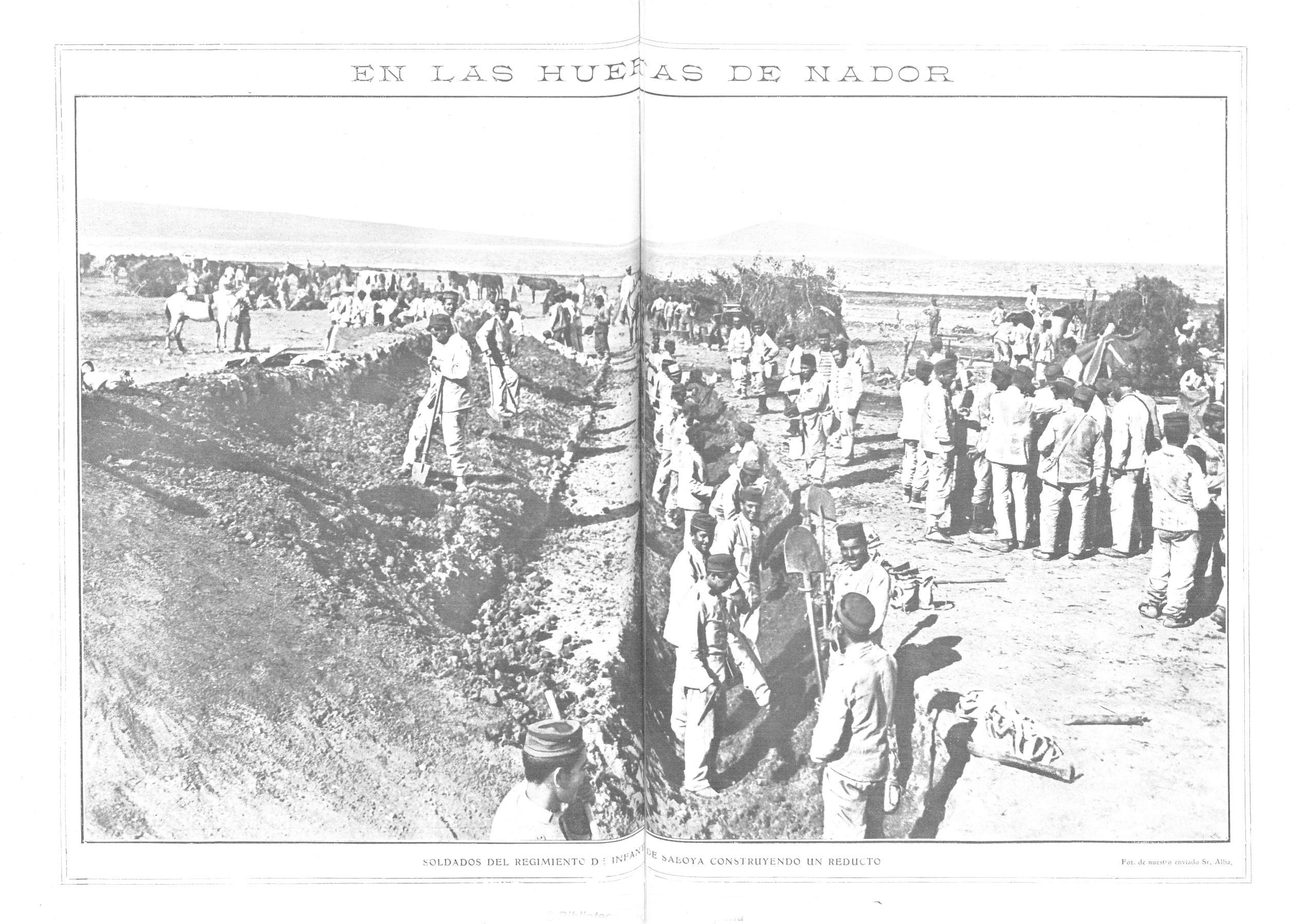
«A les hortes de Nador. Soldats del regiment d'infanteria de Savoia construint un reducte» (Actualidades, 13 d’octubre de 1909)

Entre 1909 i 1926 el regiment prendrà part de manera constant en les principals operacions que tenen lloc en la Guerra de Melilla. En 1912 participa en les victòries de Monte Arrui, AI-Ial-u-Maddur, dispersant a l'enemic i morint el cap de la insurrecció. En 1914 el Ir i IIn Batallons conquisten Malalien, Loma Amarilla i Loma de Arapiles, i el II Batalló resulta victoriós en Muley Bu Selham, Zartun Kudia Kessiba, Sidi-Buhaya, Saf-el-Haman, Kudia Riva i R'Gaía, sent felicitat pel comandant general del territori, Fernández Silvestre.
En 1921 el Ir Batalló presta serveis a Oad-Lau, participant en els combats per a proveir la posició de Mont Magán, aconseguint el seu objectiu. Torna a la Península amb nous honors que recompensen les seves gestes, entre ells la felicitació personal de S. M. el rei Alfons XIII, en l'acció a Beni-Salah, del 9 de setembre de 1924, per la càrrega amb la baioneta que realitzen la 1a i 3a Companyies del Batalló Ir per a auxiliar a una Companyia de Metralladores del Terç que estava voltada.

#### Reorganització

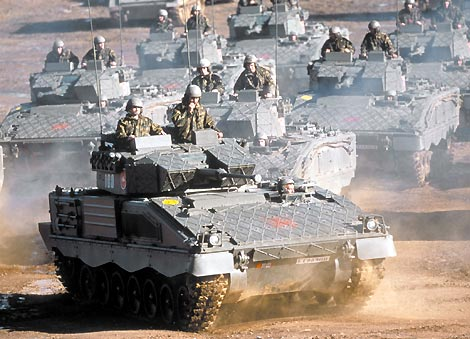
VVehicles de combat d'infanteria Pizarro del Regiment d'Infanteria Mecanitzada «Saboya» núm. 6 en maniobres en 2010.

En 1931 es fusionen els Regiments d'Infanteria Saboya núm. 6 i León núm. 38, formant amb tots dos el Regiment d'Infanteria núm. 6, amb guarnició a Madrid, en la Caserna de la Moncloa (antic Infant Don Juan). En 1935 rep el nom de Regiment Infanteria León núm. 6. Un any més tard canvia el núm. 6 pel núm. 2, i posteriorment, en produir-se el Cop d'estat del 18 de juliol de 1936, va ser dissolt.
En 1943 torna a reorganitzar-se després de la guerra amb unitats de diverses procedències, que estaven agrupades en el Regiment d'Infanteria núm. 42, romanent de guarnició a Leganés. En 1944 rep el nom de Regiment d'Infanteria Motoritzat Savoia núm. 6, incorporant-se a la Divisió Cuirassada Brunete núm. 1. En 1965 s'integra en la Brigada d'Infanteria Mecanitzada XI amb guarnició An Madrid.
Des de 1986 se'l va conèixer com a Regiment d'Infanteria Mecanitzada «Saboya» núm. 6. En 1991 es trasllada de Leganés a Bótoa (Badajoz), enquadrant-se a la Brigada Mecanitzada «Extremadura» XI, de la Divisió Mecanitzada «Brunete» núm.1.
Ha participat en successives missions de pacificació en Bòsnia i Hercegovina des de 1994 fins a 2000.

### Segle XXI
En 2001 va intervenir a Bòsnia i Hercegovina. Entre 2002 i 2003 va participar en l'operació Marea Negra, amb motiu de la neteja de les platges de Galícia pel abocament d'hidrocarburs del petrolier Prestige. Entre finals de 2003 i la primavera de 2004, el Regiment va actuar en l'Operació S-K en Kosovo i en l'Operació I-F en l'Iraq, que serveix de base al GT. Extremadura, integrat en la Brigada Multinacional Plus ultra II. Entre 2007 i 2008 va estar al Líban, integrat en les forces de pau de l'ONU.
Des de 2016, com a Regiment d'Infanteria «Saboya» núm. 6, es troba enquadrat en la Brigada Polivalent «Extremadura» XI, pertanyent a la Divisió «San Marcial».

## Himne del Regiment Savoia
| « | El soldado que sirve en SABOYA ha de ser en valor el primero, respondiendo a su lema guerrero «soy tan bravo que soy el terror»; y en su porte y marcial apostura, revelar que el honor e hidalguía, patrimonio de la Infantería, son su escudo, su ilustre blasón. Ha de ser su constante deseo, si la suerte le lleva a campaña, pelear por la gloria de España, siendo de ella testigo y autor; y sus hijos serán los primeros que, en honor a su santa memoria, en el libro imparcial de la historia cantarán su patriótica acción. Por España y su Bandera lucharemos con ardor, y la fama de SABOYA llevaremos hasta el Sol. | » |

## Personalitats que van servir en el Regiment Savoia
- Francisco Javier Castaños. Duc i vencedor de la batalla de Bailèn. Va ser destinat als 16 anys al regiment Savoia, on va començar la seva carrera militar com a capità de granaders.
- José de La Mar y Cortázar. Mariscal de camp de l'Exèrcit d'Espanya, Gran Mariscal del Perú i dues vegades President de la República del Perú. Va començar la seva carrera com a sotstinenta en el regiment Savoia.
- Antonio Olaguer Feliú. Tinent general, Virrei del Riu de la Plata, Governador de Montevideo i Secretari d'Estat i del Despatx de Guerra del rei Carles IV. Va ser cap del II Batalló del Regiment Savoia.
- Félix María Calleja. Ir comte de Calderón, virrei de la Nova Espanya. Va prestar serveis com a capità d'infanteria al Savoia.
- José Sanjurjo y Rodríguez de Arias. General de Brigada, membre de la Guàrdia Civil, durant la guerra va estar del costat dels republicans. Va prestar serveis al Regiment Savoia quan era tinent.
- Juan Yagüe. Capità general i cap militar de la columna que va ocupar Extremadura al servei dels revoltats en la guerra civil espanyola. Va prestar serveis al Savoia en 1914 quan estava de guarnició a Tetuan.
- José Gállego Aragüés. Militar lleial a la república, comandant militar de Gijón, va participar en la batalla de la Ciutat Universitària de Madrid. Va prestar serveis al Savoia el 1924.
- Joaquín de Soria. General espanyol que va lluitar contra l'emancipació de les Províncies Unides del Riu de la Plata, va exercir el comandament polític i militar en els territoris de Misiones i la Banda Oriental. Va prestar serveis com a oficial ajudant i capità en el regiment Savoia.
- Melchor Álvarez. Mariscal de camp, Governador d’Oaxaca i posteriorment Governador de Yucatán. Va ser cap del regiment Savoia durant la guerra d'Independència de Mèxic.